# Таммека (футбольный клуб)
«Таммека» (эст. Jalgpalliklubi Tammeka Tartu) — эстонский футбольный клуб из города Тарту, выступающий в Мейстрилиге. Основан в 1989 году. В 2006 году объединился с другой командой из Тарту — «Мааг». Объединённый клуб получил новое имя — «Мааг Таммека», однако после того, как в 2009 году титульный спонсор команды «Мааг Груп» отказался от финансирования, клуб вернул себе нынешнее название. Цвета команды — сине-белые. Домашние матчи проводит на стадионе «Тамме», вмещающем 2 000 зрителей.

## Достижения
- Финалист Кубка Эстонии (2): 2007/08, 2016/17

## Тренеры
- Аво Якович и Хиллар Отто (2000—2001)
- Юри Кангасниеми (2001)
- Антс Коммусаар (2002)
- Меэлис Ээлмяэ (2003—2005)
- Сергей Ратников (2006—2007)
- Сергей Замогильный (2008)
- Норберт Хурт (2009)
- Марко Кристал (2010—2011)
- Кристьян Тийрик (2011—2012)
- Йоти Стаматопулос (2012)
- Уве Эркенбрехер (2013)
- Индрек Козер (2014—2016)
- Марио Ханси (2017)
- Кайдо Коппель (2018—2021)
- Дмитрий Калашников (2021)
- Мигель Сантуш (2022—н.в.)

## Резервные команды
В системе эстонских лиг играют также команды «Таммека U21» и «Таммека-3».